# Hey Brother
«Hey Brother» (en español:«Oye, Hermano») es una canción hecha por el disc-jockey y productor discográfico sueco Avicii, incluido en su álbum debut True. Cuenta con la colaboración, aunque sin acreditar, del cantante de bluegrass Dan Tyminski, integrante de la banda Alison Krauss and Union Station. Fue compuesta por Tim Bergling, Ash Pournouri, Salem Al Fakir, Vincent Pontare, Dan Tyminski, y Veronica Maggio. Fue solicitada como sencillo promocional por la radio australiana, el 9 de octubre de 2013. Fue lanzado el 28 de octubre de 2013, como el tercer sencillo del álbum en Alemania, Suiza y Austria. Consiguió la primera ubicación en las listas de Suecia, Alemania, Austria, España, Países Bajos, Suiza, Noruega y Finlandia.

## Video musical
El video oficial fue dirigido por Jesse Sternbaum y estrenado el 9 de diciembre de 2013. En él, muestra el permanente recuerdo de un joven por la pérdida de su hermano en la guerra, mientras refleja varias características de la cultura estadounidense. Mientras transcurre el video se exhiben fotos y videoclips de la guerra de Vietnam. Al final se revela que el hermano menor imagina a su padre (que murió en la Guerra de Vietnam), como el hermano mayor que nunca tuvo. Al final del videoclip se puede ver a Avicii caminado entre unas luciérnagas. El clip recibió una nominación a un premio de la MTV Video Music Awards 2014 en la categoría Mejor video con mensaje social.

## Lista de canciones
| Alemania – Sencillo en CD |                              |          |  |
| N.º                       | Título                       | Duración |  |
| 1.                        | «Hey Brother» (Radio edit)   | 4:15     |  |
| 2.                        | «Hey Brother» (Instrumental) | 4:19     |  |

| Estados Unidos – Descarga digital (Remixes) |                                   |          |  |
| N.º                                         | Título                            | Duración |  |
| 1.                                          | «Hey Brother» (Syn Cole Remix)    | 5:00     |  |
| 2.                                          | «Hey Brother» (Versión extendida) | 5:30     |  |

## Posicionamiento en listas y certificaciones
| Lista (2013–2014)                           | Mejor posición |
| ------------------------------------------- | -------------- |
| Alemania (Offizielle Deutsche Charts)       | 1              |
| Australia (ARIA)                            | 2              |
| Austria (Ö3 Austria Top 40)                 | 1              |
| Bélgica (Flandes) (Ultratop 50)             | 3              |
| Bélgica (Valonia) (Ultratop 50)             | 1              |
| Brasil (Hot 100 Airplay)                    | 33             |
| Canadá (Canadian Hot 100)                   | 10             |
| Dinamarca (Tracklisten)                     | 2              |
| Escocia (The Official Charts Company)       | 1              |
| Eslovaquia (Rádio Top 100)                  | 1              |
| España (Top 100 Canciones)                  | 1              |
| Estados Unidos (Billboard Hot 100)          | 16             |
| Estados Unidos (Hot Dance Club Songs)       | 1              |
| Estados Unidos (Hot Dance/Electronic Songs) | 1              |
| Estados Unidos (Mainstream Top 40)          | 10             |
| Estados Unidos (Alternative Airplay)        | 36             |
| Estados Unidos (Adult Top 40)               | 18             |
| Europa (Euro Digital Songs)                 | 1              |
| Finlandia (OFC)                             | 1              |
| Francia (SNEP)                              | 4              |
| Grecia (Greece Digital Songs)               | 8              |
| Hungría (Single Top 40)                     | 1              |
| Irlanda (IRMA)                              | 2              |
| Italia (FIMI)                               | 3              |
| Japón (Japan Hot 100)                       | 93             |
| México (Billboard Mexican Airplay)          | 10             |
| México (Billboard Inglés Airplay)           | 4              |
| Noruega (VG-lista)                          | 1              |
| Nueva Zelanda (Recorded Music NZ)           | 4              |
| Países Bajos (Dutch Top 40)                 | 1              |
| Polonia (Polish Airplay Top 20)             | 1              |
| Portugal (Portugal Digital Songs)           | 4              |
| Reino Unido (UK Singles Chart)              | 2              |
| Reino Unido (UK Dance Chart)                | 1              |
| República Checa (Rádio Top 100)             | 1              |
| Suecia (Sverigetopplistan)                  | 1              |
| Suiza (Schweizer Hitparade)                 | 1              |

| País         | Lista (2013)                | Posición | Ref.   |
| ------------ | --------------------------- | -------- | ------ |
| Alemania     | Media Control AG            | 18       | [ 42 ] |
| Australia    | ARIA Singles Chart          | 28       | [ 43 ] |
| Austria      | Austrian Singles Chart      | 24       | [ 44 ] |
| Bélgica      | Ultratop flamenca           | 86       | [ 45 ] |
| Países Bajos | Nederlandse Top 40          | 35       | [ 46 ] |
| Reino Unido  | The Official Charts Company | 82       | [ 47 ] |
| Suecia       | Sverigetopplistan           | 8        | [ 48 ] |
| Suiza        | Schweizer Hitparade         | 37       | [ 49 ] |

| País           | Lista (2014)                | Posición | Ref.   |
| -------------- | --------------------------- | -------- | ------ |
| Alemania       | Media Control Charts        | 60       | [ 50 ] |
| Australia      | ARIA Singles Chart          | 79       | [ 51 ] |
| Austria        | Austrian Singles Chart      | 49       | [ 52 ] |
| Bélgica        | Ultratop flamenca           | 23       | [ 53 ] |
| Bélgica        | Ultratop valona             | 17       | [ 54 ] |
| Canadá         | Canadian Hot 100            | 25       | [ 55 ] |
| Dinamarca      | Tracklisten                 | 50       | [ 56 ] |
| España         | PROMUSICAE                  | 6        | [ 57 ] |
| Estados Unidos | Billboard Hot 100           | 60       | [ 58 ] |
| Estados Unidos | Dance Club Songs            | 48       | [ 59 ] |
| Estados Unidos | Dance/Electronic Songs      | 7        | [ 60 ] |
| Irlanda        | Irish Singles Chart         | 15       | [ 61 ] |
| Nueva Zelanda  | Recorded Music NZ           | 24       | [ 62 ] |
| Países Bajos   | Nederlandse Top 40          | 35       | [ 63 ] |
| Reino Unido    | The Official Charts Company | 33       | [ 64 ] |
| Suecia         | Sverigetopplistan           | 25       | [ 65 ] |
| Suiza          | Schweizer Hitparade         | 15       | [ 66 ] |

### Certificaciones
| País          | Organismo certificador | Certificación | Simbolización | Ventas  | Ref.   |
| ------------- | ---------------------- | ------------- | ------------- | ------- | ------ |
| Alemania      | BVMI                   | 2× Platino    | 2▲            | 600 000 | [ 67 ] |
| Australia     | ARIA                   | 5× Platino    | 5▲            | 350 000 | [ 68 ] |
| Austria       | IFPI Austria           | Platino       | ▲             | 30 000  | [ 69 ] |
| Bélgica       | BEA                    | Oro           | ●             | 15 000  | [ 70 ] |
| Canadá        | Music Canada           | Oro           | ●             | 40 000  | [ 71 ] |
| Dinamarca     | IFPI Dinamarca         | Oro           | ●             | 15 000  | [ 72 ] |
| España        | PROMUSICAE             | 2x Platino    | ●             | 80 000  | [ 73 ] |
| Italia        | FIMI                   | 3× Platino    | 3▲            | 90 000  | [ 74 ] |
| Noruega       | IFPI Noruega           | 5× Platino    | 5▲            | 50 000  | [ 75 ] |
| Nueva Zelanda | RIANZ                  | Platino       | ▲             | 15 000  | [ 76 ] |
| Reino Unido   | BPI                    | Platino       | ▲             | 600 000 | [ 77 ] |
| Suecia        | IFPI (Suecia)          | 7× Platino    | 7▲            | 280 000 | [ 78 ] |
| Suiza         | IFPI Suiza             | Platino       | ▲             | 30 000  | [ 79 ] |

### Sucesión en listas
| Anterior: «You Make Me» de Avicii                | Sverigetopplistan — Sencillo n.º 1 27 de septiembre de 2013 — 15 de noviembre de 2013 | Siguiente: «The Monster» de Eminem con Rihanna         |
| Anterior: «The Fox» de Ylvis                     | VG-lista — Sencillo n.º 1 18 de octubre de 2013 — 15 de noviembre de 2013             | Siguiente: «The Monster» de Eminem con Rihanna         |
| Anterior: «Jubel» de Klingande                   | Media Control Charts — Sencillo n.º 1 1 de noviembre de 2013 — 8 de noviembre de 2013 | Siguiente: «Jubel» de Klingande                        |
| Anterior: «Dear Darlin'» de Olly Murs            | Ö3 Austria Top 40 — Sencillo n.º 1 1 de noviembre de 2013 — 8 de noviembre de 2013    | Siguiente: «Jubel» de Klingande                        |
| Anterior: «Tsunami» de DVBBS & Borgeous          | Dutch Top 40 — Sencillo n.º 1 16 de noviembre de 2013 — 13 de diciembre de 2013       | Siguiente: «Happy» de Pharrell Williams                |
| Anterior: «Story of My Life» de One Direction    | Top 50 Canciones — Sencillo n.º 1 5 de enero de 2014 — 19 de enero de 2014            | Siguiente: «Loco» de Enrique Iglesias con Romeo Santos |
| Anterior: «Dark Horse» de Katy Perry con Juicy J | Hot Dance Club Songs — Sencillo n.º 1 1 de marzo de 2014 — 8 de marzo de 2014         | Siguiente: «Somebody Loves You» de Betty Who           |